# Geschichte von St. Vincent und den Grenadinen

Flagge von St. Vincent und den Grenadinen

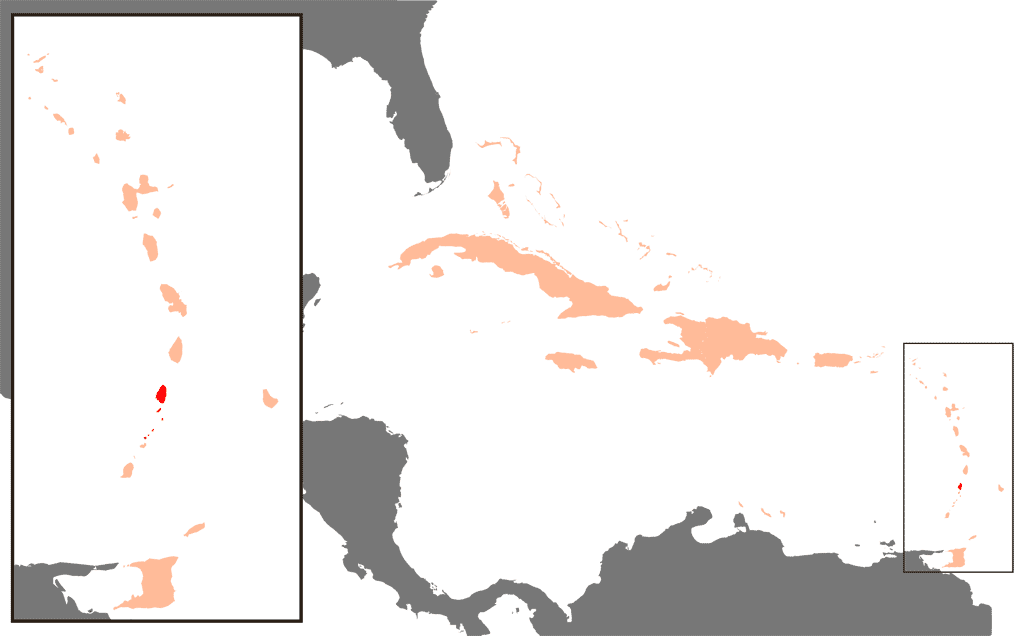
Lage der zum Staat St Vincent und die Grenadinen gehörenden Inseln

Die Geschichte von St. Vincent und den Grenadinen behandelt die Geschichte des seit 1979 unabhängigen Inselstaates St. Vincent und die Grenadinen in der östlichen Karibik. Die zum Staatsgebiet gehörenden Inseln – St. Vincent und 32 der nördlichen Grenadinen – bilden keine natürliche, geographische Einheit. Ihre Zusammenfassung zu einem Staat einschließlich der Trennung von den übrigen Grenadinen ist das Ergebnis des Zerfalls der Westindischen Föderation, der St. Vincent und die Grenadinen von 1958 bis 1962 nach 200 Jahren englischer Kolonialzeit angehörte.

## Urbevölkerung: Arawak und Kariben

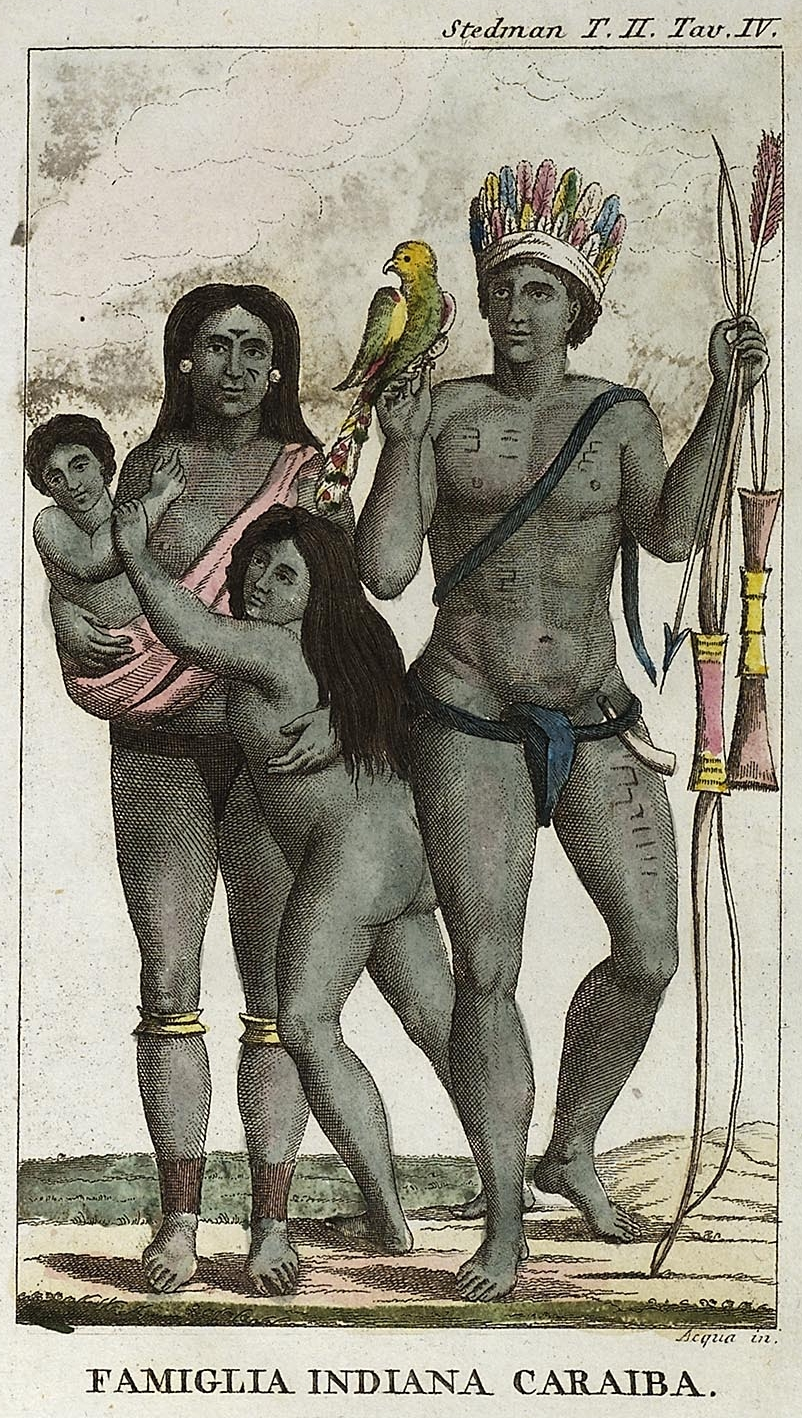
Karibenfamilie in europäischer Darstellung aus dem späten 18. Jahrhundert

Eine menschliche Besiedelung der Hauptinsel St. Vincent, die auf der Einwanderungsroute von Nordamerika nach Südamerika liegt, wird seit 5000 v. Chr. angenommen. Ab 700 v. Chr. wurde sie von den Arawak-Indianern besiedelt. Um 800, nach anderen Angaben um 1300 n. Chr., wurden die Arawak jedoch von den Kariben vertrieben. Heute finden sich zahlreiche prähistorische Artefakte auf der Insel. Allerdings ist sowohl ihre Deutung (kann man von Petroglyphen, also Felszeichnungen sprechen?) als auch ihre Zuordnung zu den Arawak oder Kariben umstritten.
Die Kariben nannten die Insel „Hairouan“, „Insel der Gesegneten“, und verteidigten sie entschlossen gegen Angriffe von außen. Sie blieb im Gegensatz zu benachbarten größeren Inseln noch über 200 Jahre frei von europäischer Herrschaft und Besiedelung.

## St. Vincent als Zufluchtsstätte schwarzer Sklaven
Die ersten nicht-indianischen Bewohner der Insel waren Afrikaner. 1675 lief ein Sklavenschiff vor St. Vincent auf Grund. Die Überlebenden der verschleppten Afrikaner blieben auf der Insel. Hinzu kamen in den folgenden Jahrhunderten entflohene schwarze Sklaven von den benachbarten, teils britisch, teils portugiesisch oder spanisch beherrschten Inseln Barbados, Grenada oder St. Lucia. Aus ihren Nachfahren und den einheimischen Kariben entstand eine neue Ethnie, die sogenannten „schwarzen“ Kariben oder Garifuna, die im 18. Jahrhundert den britischen Eroberern derart entschiedenen Widerstand leisten sollten, dass diese sie erst durch zwei Kriege und die anschließende Verschleppung von 5000 Garifuna auf eine Insel vor der Küste von Honduras unterwerfen konnten.

## Europäische Siedler und französisch-britische Konkurrenz um die Inseln
1627 beanspruchten die Briten die Insel St. Vincent für sich, ohne dass sie dort einen Stützpunkt errichteten. 1719 erlaubten die Kariben jedoch den mit den Briten verfeindeten Franzosen, sich auf der Insel anzusiedeln, die von 1722 bis 1748 auf der Insel blieben. Nach anderen Quellen errichteten die Franzosen bereits vor 1700 die Siedlung Barrouallie auf der Leeseite der Insel. Im Pariser Frieden 1763 erkannten Spanien und Frankreich die britische Herrschaft über St. Vincent an. 1778 belagerten die Franzosen dennoch die Insel und 1779 übernahmen sie wieder die Oberhoheit durch eine Invasion bei Calliaqua nahe Fort Duvernette, das die Briten gegen die rebellischen Kariben erbaut hatten. 1783 schließlich fiel durch den Frieden von Paris 1783 die Insel endgültig an die Briten.

## Der Widerstand von Kariben und Garifuna
Die Briten nutzten ebenso wie vor ihnen die Franzosen Sklavenarbeit auf ihren Plantagen. Die gleichzeitige Existenz einer freien schwarzen bzw. „braunen“ Bevölkerung wurde zu einem dauerhaften Konfliktpunkt. 1772 begann der Erste Karibenkrieg, der am 17. Februar 1773 durch einen Vertrag endete, in dem die Briten den Kariben die Windwärtsseite der Insel zusagten. In den 1790er Jahren brach der Zweite Karibenkrieg aus, der überwiegend von den „Schwarzen Kariben“, also den Garifuna getragen wurde. 1796 schlug der britische General Ralph Abercromby den Aufstand nieder. Mit logistischer Hilfe der ehemals mit den Einheimischen verbündeten Franzosen wurden 5000 Garifuna auf die unbewohnte Insel Baliceaux deportiert, die zu den Grenadinen gehört, und später auf die Insel Roatán vor Honduras verschleppt. Nur etwa die Hälfte von ihnen überlebte die gewaltsame Deportation.

## Sklaverei und Arbeitsmigration

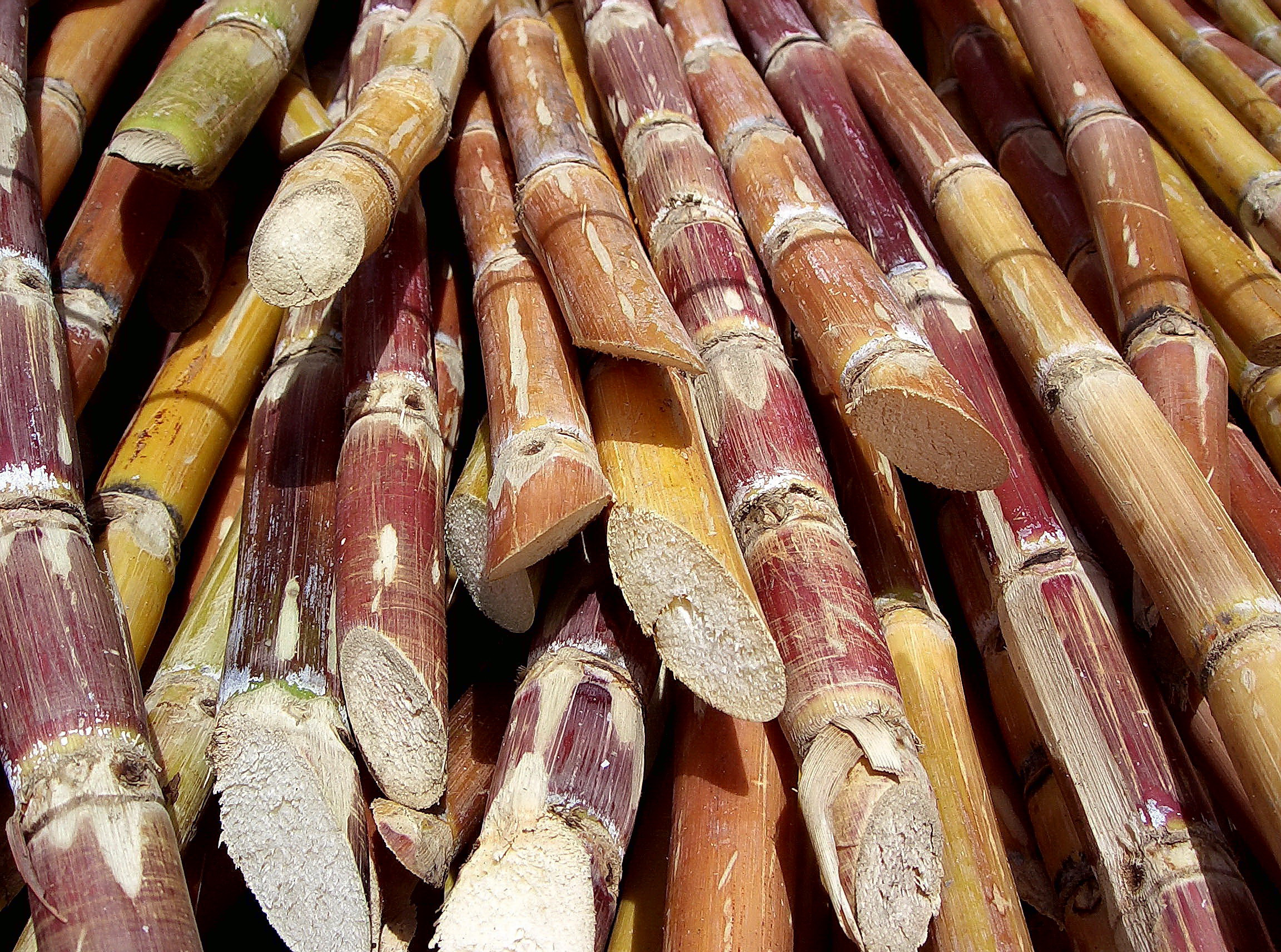
Zuckerrohr

Für die Arbeit auf den Kaffee-, Tabak und Zuckerplantagen wurden abertausende Afrikaner auf die Insel verschleppt. Bald stellten die Afrikaner und nicht mehr die Europäer oder Kariben die Bevölkerungsmehrheit. Um die stark anwachsende Bevölkerung zu ernähren, wurden neue Pflanzen auf der Insel eingeführt, wie etwa die Brotfrucht, die von William Bligh, vorher Kommandant der berühmten Bounty, auf seiner „zweiten Brotfruchtreise“ 1793 auf die Insel gebracht wurde. Im Jahr 1834 wurde die Sklaverei auf St. Vincent und den Grenadinen abgeschafft, allerdings eine Übergangszeit bis 1838 vereinbart. Etwa 18.000 Menschen sollen ihre Freiheit in diesem Jahr erlangt haben.
Mit Abschaffung der Sklaverei entstand ein erheblicher Mangel an Arbeitskräften. In den 1840er Jahren wurden etliche Portugiesen von der Insel Madeira angeworben und zwischen 1861 und 1888 eine große Anzahl von Indern als Arbeitskräfte ins Land geholt. Die Arbeit auf den Zuckerrohrplantagen blieb dabei auch nach Abschaffung der Sklaverei sowohl für ehemalige Sklaven als auch für die Neueinwanderer hart.

## Entwicklung der kolonialen Einrichtungen
1776 erhielt die Kolonie erstmals eine offizielle koloniale Institution in Form einer repräsentativen Versammlung der weißen Siedler. 1877 wurde St. Vincent und die Grenadinen zur Kronkolonie, ein Status, mit dem gewisse Bürgerrechte für die Bewohner der Inseln verbunden waren. 1925 wurde ein gesetzgebender Rat geschaffen und 1951 das allgemeine Erwachsenen-Wahlrecht eingeführt.

## Umwege auf dem Weg zur Unabhängigkeit: Westindische Föderation und „Assoziierter Staat“
Das aktive und passive Frauenwahlrecht wurde am 5. Mai 1951 eingeführt. Die Grundsätze des allgemeinen, gleichen, geheimen und direkten Wahlrechts waren seit den Wahlen zum House of Assembly von 1951 in Geltung. Das Frauenwahlrecht wurde bei der Unabhängigkeit 1979 bestätigt.
Zur Vereinfachung der Verwaltung ihrer westindischen Besitzungen versuchten die Briten verschiedentlich vergeblich, St. Vincent und die Grenadinen mit den übrigen Inseln über dem Winde zu vereinigen. Um den zunehmenden Drang nach Unabhängigkeit der britischen Besitzungen in Westindien möglichst reibungslos und auf einen Schlag befriedigen zu können, entstand zwischen 1958 und 1962 eine selbstständige Vereinigung der meisten britischen westindischen Inseln unter der Bezeichnung Westindische Föderation. Die Föderation hielt jedoch nur vier Jahre. Sie zerbrach an der Uneinheitlichkeit der Größenverhältnisse ihrer „Provinzen“. Die größte Insel, Jamaika, hat heute 2,8 Millionen Einwohner, St. Vincent und die Grenadinen dagegen 118.000. Die kleineren Inseln fühlten sich bald von Jamaika dominiert, Jamaika selbst von den kleineren Partnern abgelehnt. Eine Volksabstimmung auf Jamaika 1961 besiegelte das Schicksal der Föderation. Einige ihrer Mitglieder wurden selbstständig, andere, darunter St. Vincent und die Grenadinen, kehrten freiwillig zum Status einer britischen Kolonie zurück.

Flagge der Westindischen Föderation

1967 wurden die Westindischen Assoziierten Staaten gegründet, zu denen neben St. Vincent die britischen Inseln Antigua, Barbuda, Dominica, Grenada, Saint Christopher-Nevis-Anguilla und St. Lucia gehörten. Die Mitglieder dieser Vereinigung waren assoziierte Staaten Großbritanniens, hatten also einen Status, der zwischen Kolonie und Selbstständigkeit angesiedelt werden kann: Die „Assoziierten Westindischen Staaten“ hatten nach innen volle Selbstverwaltung, Großbritannien blieb jedoch verantwortlich für Außenpolitik und Verteidigung. Die Vereinigung löste sich schrittweise durch die Erlangung voller Unabhängigkeit ihrer Mitglieder auf: Grenada 1974, Dominica 1978, St. Lucia und schließlich St. Vincent 1979, Antigua und Barbuda und St. Kitts und Nevis als letzte 1981 bzw. 1983.
Am 27. Oktober 1979 wurde auf St. Vincent und den Grenadinen ein Referendum abgehalten, durch das die Bevölkerung ihren Willen zur Unabhängigkeit erklärte.

## Naturkatastrophen des 20. Jahrhunderts
Zur Geschichte St. Vincents und der Grenadinen gehört eine Vielzahl von Naturkatastrophen: 1902 brach der Vulkan Soufriére aus und 2000 Menschen verloren ihr Leben. Ein weiterer Ausbruch 1979 kostete keine Menschenleben, vernichtete jedoch wertvolles Ackerland. 1980 und 1987 zerstörten Hurrikans Bananen- und Kokosnussplantagen, 1999 richtete der Hurrikan Lenny erhebliche Verwüstungen auf der Westküste an. Die wirtschaftlichen Auswirkungen dieser letzten Katastrophe wurden noch verschärft durch die Aufkündigung der bevorzugten Behandlung von Agrarprodukten aus ehemaligen Kolonien durch die Europäische Union im selben Jahr.

## Entwicklung seit der Unabhängigkeit

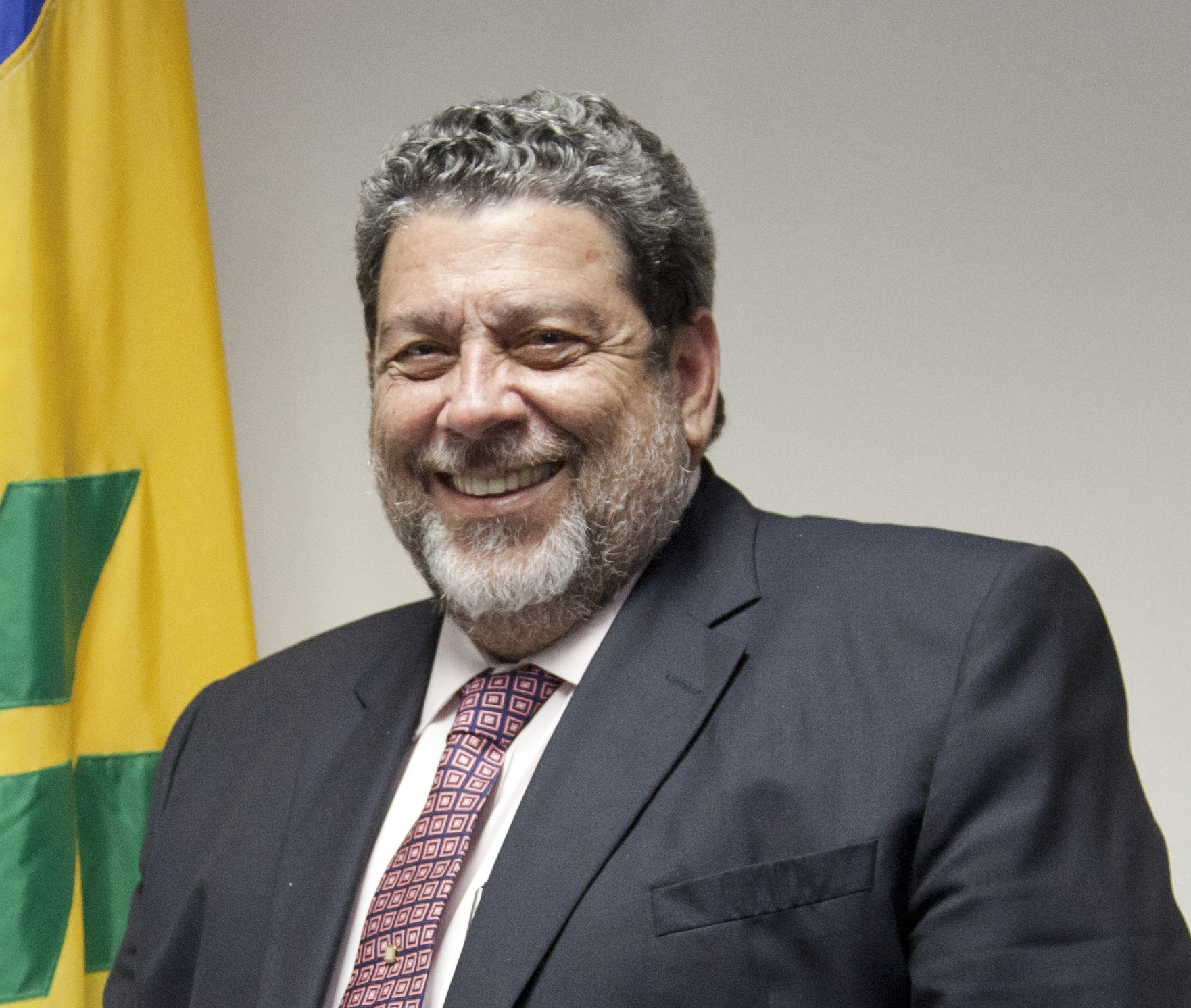
Ralph Gonsalves

Seit 1979 ist St. Vincent und die Grenadinen ein unabhängiger souveräner Mitgliedstaat des Commonwealth of Nations, und damit eine parlamentarische Monarchie mit dem britischen König Charles III. als Staatsoberhaupt. Der König wird vertreten durch Generalgouverneurin Susan Dougan, Regierungschef ist Ralph Gonsalves.
Das Parlament (House of Assembly) besteht aus 21 Mitgliedern, davon werden alle fünf Jahre 15 gewählt und 6 ernannt. Wahlberechtigt sind alle Personen ab dem 18. Lebensjahr. Im Jahr 2001 gewann die Unity Labour Party (ULP) einen „Erdrutschsieg“ (12 von 15 Sitzen), der Rechtsanwalt Ralph Gonsalves wurde daraufhin Premierminister. Die Wahlen am 7. Dezember 2005 bestätigten Partei und Premierminister: Die United Labour Party ULP errang dabei 12 Sitze, die New Democratic Party 3 Sitze.
Am 25. November 2009 wurde ein Referendum abgehalten, bei dem die Bevölkerung über eine neue, republikanische Verfassung abstimmte, die Königin Elisabeth II. als Staatsoberhaupt durch einen Präsidenten bzw. eine Präsidentin ersetzt hätte. 55 % der Wähler sprachen sich jedoch gegen die Verfassungsänderung aus.
Am 7. Juni 2019 wurde das Land zum ersten Mal in den Weltsicherheitsrat gewählt und nimmt dort in den Jahren 2020 und 2021 Platz. Gemessen an seiner Einwohnerzahl ist es das bisher kleinste Land in dem Gremium.